# غریزه (فیلم ۲۰۱۹)
غریزه (به انگلیسی: Instinct)، یک فیلم هلندی در ژانر درام به کارگردانی هالینا رین است که در سال ۲۰۱۹ اکران شد. کاریس فن هاوتن و مروان کنزاری ستارگان اصلی فیلم هستند. این فیلم نخستین بار در تاریخ ۱۲ اوت ۲۰۱۹ در جشنواره فیلم لوکارنو به روی پرده رفت و سپس اکران خود را از تاریخ ۳ اکتبر ۲۰۱۹ آغاز کرد.
غریزه به عنوان نماینده سینمای هلند در رشته بهترین فیلم خارجی‌زبان به نود و دومین دوره جوایز اسکار معرفی شد اما موفق به کسب نامزدی نشد.